# 新井奥邃
新井 奥邃（あらい おうすい、1846年5月29日（弘化3年5月5日） - 1922年（大正11年）6月16日）は、元仙台藩士で、「有神無我｣を唱え、自らを「クライストの志願奴隷」と定義した明治後期から大正時代の特異なキリスト教思想人。

## 概観
戊辰戦争後に森有礼に認められ、1871年1月23日（明治3年12月3日）、米国に渡る。アメリカでキリスト教系新興宗教団体教祖トマス・レイク・ハリスの弟子となり、労働と冥想の日々を送る。
1899年（明治32年）、53歳のとき、英語の自著Inward Prayer and Fragments（『内観祈祷録』）一冊を携えて帰国する。
1904年（明治37年）、巣鴨に「謙和舎」を開き、奥邃独特の伝道生活に入る。生涯娶らず独身を貫き、本人の意思で写真や肖像画は一枚も残していない。1922年（大正11年）6月16日召天する（76歳）。墓地は東京都世田谷区代沢の森巌寺にある。

## 生涯

### 初期
新井奥邃（本名・常之進安静(やすよし)）は1846年5月29日（弘化3年5月5日）仙台に生まれた。父親は元呉服問屋で、その2年前に、天保期に逼迫した藩財政を援けたことで組抜並の士分に取り立てられた。姉と12歳年上の兄がいた常之進は薄柳の体質と言われ、幼少期は病気と事故が相次ぐ。
1851年、6歳の常之進は藩校の養賢堂に入学する。そこで、大槻習斎、大槻磐渓、岡千仭等に学んだ。14歳で父を亡くし、16歳の時に養賢堂助教になっていた兄が1子を残し急逝するという不幸に見舞われるが、常之進は学友の間では「経学に精しく、文章を善くし、沈黙寡言、篤実を以て」知られたといわれる。
20歳になった1866年の夏、盤渓の推輓もあって、常之進は藩の若き秀才として江戸遊学を命じられる。江戸で一旦は昌平坂学問所の書生寮に入る。しかし、幕府の衰退とともに就学者の減少と質低下に見舞われた学問所の学風に、物足りなさを感じ昌平坂学問所を去る。
数日後に安井息軒の三計塾に入門した。息軒は経世実学を重視し漢唐の注疏に基づく考証学に秀でていた古学派であった。息軒に常之進が学んだのは一年半たらずだったが、その間、息軒と往来があった田口文蔵と交流を深めたり、坂下門外の変の首謀者として獄死した大橋訥庵の養子・照治を訪れたり、見聞を広げた。

### 戊辰戦争
戊辰戦争勃発の1868年(明治元年)春、新井は仙台に戻り、藩軍務局副統取の玉虫左太夫を補佐して奥羽越列藩同盟の結成に奔走する。だが10月（旧9月）に藩主が恭順降伏を決め、藩の首脳陣が交代、佐幕党狩りが一気に厳しくなる。
そこで、常之進は脱藩を決し、新政府軍への恭順に憤激した星恂太郎が率いる藩の洋式部隊・額兵隊250名余りに加わり、翌月、石巻南東沖に停泊の榎本武揚の幕府艦隊に搭乗して箱館に向った。

### ロシア正教への開眼
箱館では旧友の金成善左衛門よりすでに箱館ロシア公使館付司祭ニコライ・カサートキンから洗礼を受けていた澤辺琢磨を紹介され、1869年2月（明治2年1月）頃、澤辺を通してニコライと3回会見し、大いに啓発され、ハリストス教の教理に心服する。
ニコライは新井の才学に期待したとされるが、まもなく日本伝道会社設立のために一時帰国する。一方、新井と金成もまもなく募兵すべく仙台に潜行するが、当地の旧佐幕党の探索が厳しく、生命の危険さえあり、意を果たすことが不可能と知る。結局、新井は房州の知人宅に匿われ、『論語』と『象山先生全集』などを取り寄せて研究しながら時勢を見守る。その間に新政府軍は箱館を攻略し、榎本勢の降伏により箱館戦争が終わった。

### 明治初期
1869年12月（明治2年11月）、新井は密かに仙台に帰り、旧友たちに「今より後は、ハリストス教にあらざれば、世道人心を維持する能はざる」「その道たるや、其高尚なること儒・仏両教の比にあらず、且それこの道たる、貴賎上下の別なく、これを解得するを得べきの正道なり。予略々これを聞き殆んとその教義に服せり」と語り、ニコライの下でキリスト教の教義を探究することを熱く説く。
1870年2月（明治3年1月）、受け入れ態勢が整い次第連絡するから学ぶ志ある者は来箱すべしと言い残し、箱館に先行した。函館に着いてみると、ニコライはまだロシアへ帰国中だったが、新井はその留守を預かる澤辺らとともに漢訳聖書とロシア語から中国語に訳された要理書『東教宗鑑』の学習に取りかかる。6月から9月にかけ、新井の名を騙った澤辺の書簡にも促され、仙台の同志8名が二陣に分かれて函館に到着する。その中には小野荘五郎、笹川定吉、影田孫一郎ら、後に澤辺とともに日本ハリストス正教会のリーダー格となる面々がいた。しかし彼らの生活は困窮を極め、その秋、生活費の捻出とさらなる同志を募るため、新井と小野は仙台に戻った。そこへ、森有礼の食客となっていた金成より上京を促す書状に新井は接し、急遽上京することになった。

### アメリカ留学
新井は新政府の特命弁務使として近く渡米を控えていた森有礼に紹介され、面談の末、キリスト教の本義を究めるという森の要請に応える形でアメリカ留学が決まり、森の斡旋によって脱藩の赦免状を得た上で、1871年1月23日（明治3年12月3日）森と共に横浜を出帆した。同じく留学生には木村熊二、大儀見元一郎も選ばれ、西園寺公望、外山正一、矢田部良吉らも同乗する船で離日した。新井24歳、森23歳の冬のことであった。
1871年（明治4年）3月、新井は森に伴われてニューヨーク州北西部イリー湖畔の新生同胞教団（The Brotherhood of the New life）に入った。それは、かつて森が薩摩藩士として留学したときに師事したT・L・ハリスが創設主宰のスウェーデンボルグ主義/心霊術/社会改良主義などの思潮と呼吸法に基づく冥想と自己修練と労働中心の共同体だった。新井はこの共同体の一員として28年間過ごすことになる。1875年（明治8年）、ハリスはカリフォルニア州のサンタローザ(Santa Rosa)に活動拠点を移すことを決め、奥邃ほか4名が同伴の先遣隊に選ばれる。以後、ファウンテングローブと命名されたそのコミュニティーから滅多に外出せず、奥邃は主にハリスの原稿の整理・校正・印刷出版に携わったようである。
1891年に、不道徳な性的教義を行なっているとしてハリスの教団を批判するキャンペーンが起こり、1892年（明治25年）、スキャンダル沙汰を逃れるためにハリスはカリフォルニアを去るが、Fountaingroveのワイン生産事業はその後、長澤鼎の下でますます成功を収める。一方、奥邃は数マイル離れた山林中のハリスが使っていた庵で独居生活を送るようになる。1897年には、米国で同じく神秘思想に傾倒した詩人ホアキン・ミラーのハウスボーイをしていた野口米次郎の訪問を受け、一昼夜語り明かした。

### 帰国後
1899年（明治32年）8月、理由は必ずしも判然としないが、53歳の奥邃は手提げ鞄一つで飄然と帰国した。富田鐵之助に挨拶し、ひとまず東京の甥・一郎の留守宅に投宿し、ニコライとの再会も果たし、仙台も訪れたが、縁深き富田はじめ支援する者はなく、その後4年余りの間、東京市とその北近郊を転々とした流寓の生活を送りながら、『日本人』『女学雑誌』『聖書之研究』『新人』等に警世の文を発表する。また、巌本善治が校長だった明治女学校で一時は講話も行った。若き荻原守衛（碌山）もここで奥邃を知る。30年近くも師と慕ったハリスとは文通することもなく、弟子に問われれば答える程度で自らからその名を口にすることもなかったという。

### 足尾鉱毒事件
奥邃はまた足尾銅山操業停止と鉱毒被害民救済を訴え続けていた田中正造に紹介され、正造が1901年12月10日に天皇直訴を試みた翌月の『日本人』誌上に正造の行動と心事を擁護し、政府の責任を厳しく追及、11月には正造に伴われて被害地を視察する。それ以後、二人の交流は田中が死ぬまで続いた。田中の日記の記述から、新井の著作の相当数を読んでいたことは間違いない。一方、1911年（明治44年）4月に政府の臨時治水調査会に提出された田中の「元谷中村急水留ノ要求及耕作回復ノ陳情書」と「治水工事少ク成績多キ先決問題請願ノ陳情書」は、その執筆にかかわった島田宗三によると、新井、逸見斧吉、および木下尚江が改訂補修し、特に前者の「論旨と文体は改竄に近い程新井先生の筆が加わっており、此点田中、新井両翁の合作と云ってもよい程のものである」と述べている。
また翌年の6月、谷中村の「土地収用補償金額裁決不服訴訟」の途中で東京の谷中村救済会が解散したため控訴審を担当する弁護士がいなくなり、田中や残留民が新たに弁護士を依頼する資金もない窮地に陥ったとき、新井が門下の中村秋三郎を紹介したこともよく知られている。

### 東京時代
1904年（明治37年）春、米国で奥邃の世話になった横浜の富豪平沼専蔵の養子・平沼延次郎の厚意により、東京市郊外巣鴨町の東福寺の借地に寮舎と食堂を兼ねた別棟が完成する。奥邃の意を受けて天井も張っていなかったその簡略質素な建物は「謙和舎」と命名され、それまで小石川大塚辻町で奥邃の許で起居していた学生・書生らとの新たな共同生活が始まった。大正期の舎生で当時『六合雑誌』の編集に携わり、後に早稲田大学教授となった工藤直太郎は、「謙和」は『宋史』陳瓘伝の「謙和不与物競（謙和ニシテ物ノタメニ競ハズ）」から採ったとしている。
1906年（明治39年）10月、謙和舎のOBや奥邃を敬慕した既婚者や社会人など「通い」の門人と遠近の賛同者による相互修養の会「大和（たいか）会」が発足し、以後、月の第1日曜に謙和舎に会同する。例会では奥邃が近々時に書いたものを朗読して聞かせ、共に食事をするのが慣わしだった。1908年頃に婦人を対象とした「母の子供会」も始まり、月第3日曜に会した。こうして1922年（大正11年）の死去に至るまで、一般公刊誌に寄稿することほとんどなく、奥邃は少数の門人の感化・育成・啓発と、無償で頒布した小冊子の執筆に心血を注いだ。
奥邃は生涯独身を貫き、早起きを旨とし、静謐を守り、いかなる宗派にも属しなかった独立不羈の祈りの人であった。自分の過去を語らず、門人には柳敬助等の画家や写真家の中村金蔵がいたのにもかかわらず、一切の写真や肖像画を許さず、泥棒にまで同情されたといわれる簡素な生活に徹した。死に際しては墓石を建てることさえよしとしなかった。

## 著書
- 新井奥邃著作集編纂会『新井奥邃著作集』9巻＋別巻（春風社、2000 - 2006年）
- 永島忠重編『奥邃廣録』全5巻（警醒社奥邃廣録刊行会、1930 - 1931年 復刻版、大空社、1991年）
- 工藤正三監修『奥邃先生資料集』全6巻（大空社、1993年）
- 永島忠重『新井奥邃先生の面影と其の談話』（私家版、国際印刷社、1929年）
- 永島忠重『奥邃先生の面影と談話及遺訓』（奥邃広録刊行会、1934年 復刻版『奥邃先生資料集』第4巻、大空社、1993年）
- 永島忠重『奥邃先生講話集』（警醒社、1936年 復刻版『奥邃先生資料集』第5巻、大空社、1993年）